# Jorge Sebastián Núñez
Jorge Sebastián Núñez (sinh ngày 10 tháng 12 năm 1986) là một cầu thủ bóng đá người Argentina.

## Sự nghiệp câu lạc bộ
Jorge Sebastián Núñez đã từng chơi cho Nagoya Grampus Eight và Consadole Sapporo.

## Thống kê câu lạc bộ

### J.League
| Đội                  | Năm       | J.League | J.League | J.League Cup | J.League Cup | Tổng cộng | Tổng cộng |
| Đội                  | Năm       | Trận     | Bàn      | Trận         | Bàn          | Trận      | Bàn       |
| -------------------- | --------- | -------- | -------- | ------------ | ------------ | --------- | --------- |
| Nagoya Grampus Eight | 2005      | 1        | 0        | 1            | 0            | 2         | 0         |
| Consadole Sapporo    | 2006      | 1        | 0        | -            | -            | 1         | 0         |
| Tổng cộng            | Tổng cộng | 2        | 0        | 1            | 0            | 3         | 0         |